# Brian Patrick Wade
Brian Patrick Wade (9 de junio de 1978) es un actor y entrenador de fitness estadounidense. Es más conocido por personificar a Kurt, el exnovio de Penny en la serie The Big Bang Theory, y por sus papeles como el Capitán Craig "Encino Man" Schwetje en la miniserie Generation Kill, como Ennis en Teen Wolf y como Carl "Crusher" Creel/Hombre Absorbente en Agents of S.H.I.E.L.D.

## Carrera
Wade comenzó a entrenar con pesas en su último año en la escuela secundaria en Jacksonville, Florida. Continuó el levantamiento de pesas mientras jugaba al fútbol en la Universidad Clemson, institución de la que obtuvo un título en Ciencias de la Salud.
Hizo su debut como actor en 2002, apareciendo en un episodio de CSI: Miami. Luego trabajó en las películas Latter Days y The Guardian.
En 2006 hizo un video de entrenamiento en casa de fitness para la compañía Icon Men.
En televisión, ha tenido papeles en series como Two and a Half Men, Sabrina, the Teenage Witch, NCIS, Las Vegas, Surface, 'Til Death, The Closer, The Game, y Teen Wolf.
Además, fue un actor recurrente en la serie Agents of S.H.I.E.L.D., en la cual interpretó a Carl "Crusher" Creel, también conocido como el Hombre Absorbente.

## Filmografía

### Cine y televisión
| Año       | Título                     | Rol                                 |
| --------- | -------------------------- | ----------------------------------- |
| 2002      | Sabrina, the Teenage Witch | Kim                                 |
| 2004      | Bring It On: Again         | Fathead                             |
| 2005      | Las Vegas                  | Muscular Guy                        |
| 2006      | Two and a Half Men         | Sam                                 |
| 2007-2009 | The Big Bang Theory        | Kurt                                |
| 2008      | Generation Kill            | Capitán Craig "Encino Man" Schwetje |
| 2013      | Teen Wolf                  | Ennis                               |
| 2014-2018 | Agents of S.H.I.E.L.D.     | Carl Creel / Hombre Absorbente      |